# كريستين إليز
كريستين إليز Christine Elise (من مواليد 12 فبراير 1965) هي ممثلة أمريكية ساهمت في أفلام ومسلسلات تلفزيونية.

## وصلات خارجية
- كريستين إليز على موقع IMDb (الإنجليزية)
- كريستين إليز على موقع ألو سيني (الفرنسية)
- كريستين إليز على موقع أول موفي (الإنجليزية)
- كريستين إليز على موقع قاعدة بيانات الأفلام السويدية (السويدية)
- كريستين إليز على موقع إن إن دي بي (الإنجليزية)
- كريستين إليز على موقع قاعدة بيانات الفيلم (الإنجليزية)
- كريستين إليز على موقع كينوبويسك (الروسية)